# Ludwik Krzyżanowski
Ludwik Krzyżanowski (ur. 10 listopada 1906 w Krośnie, zm. 16 marca 1986 w Shannock, Rhode Island) – anglista, tłumacz, działacz polonijny.

## Życiorys
Absolwent filologii angielskiej na Uniwersytecie Jagiellońskim, doktorat – 1934. Od 1938 przebywał w Stanach Zjednoczonych jako attaché kulturalny i oświatowy w polskich placówkach dyplomatycznych w Chicago i Nowym Jorku. W czasie II wojny światowej był pracownikiem Polish Information Center. Po wojnie wykładowca literatury i języka polskiego na Columbia University w Nowym Jorku oraz nauk politycznych na New York University. Członek Polskiego Instytutu Naukowego w Nowym Jorku. Od 1956 do 1986 redaktor kwartalnika „The Polish Review”.

## Wybrane publikacje
- Joseph Conrad: centennial essays, ed. by Ludwik Krzyżanowski, New York: The Polish Institute of Arts and Sciences in America 1960.
- Julian Ursyn Niemcewicz and America, New York: Polish Institute of Arts and Sciences in America 1961.
- Introduction to modern Polish literature: an anthology of fiction and poetry, ed. by Adam Gillon and Ludwik Krzyzanowski, New York: Twayne Publishers, Inc. 1964.